# Meymand, Kerman

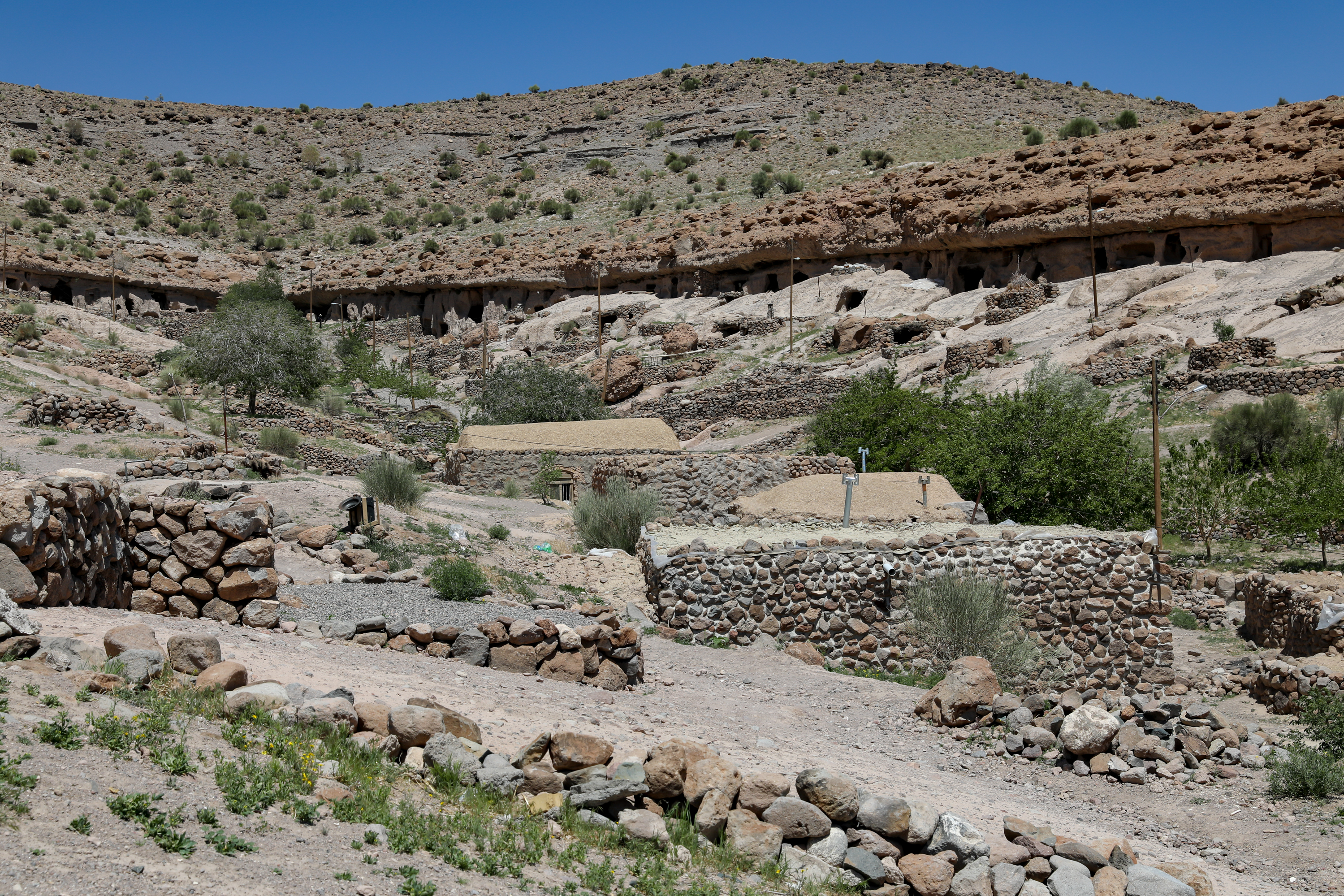
Meymand i provinsen Kerman.

Meymand, eller Maymand, (persiska: ميمند) är en by som ligger i provinsen Kerman och som har bebotts kontinuerligt under 2000–3000 år, vilket gör den till en av Irans fyra äldsta ännu bebodda byar. Kulturlandskapet registrerades på UNESCO:s Världsarvslista år 2015.

## Bilder

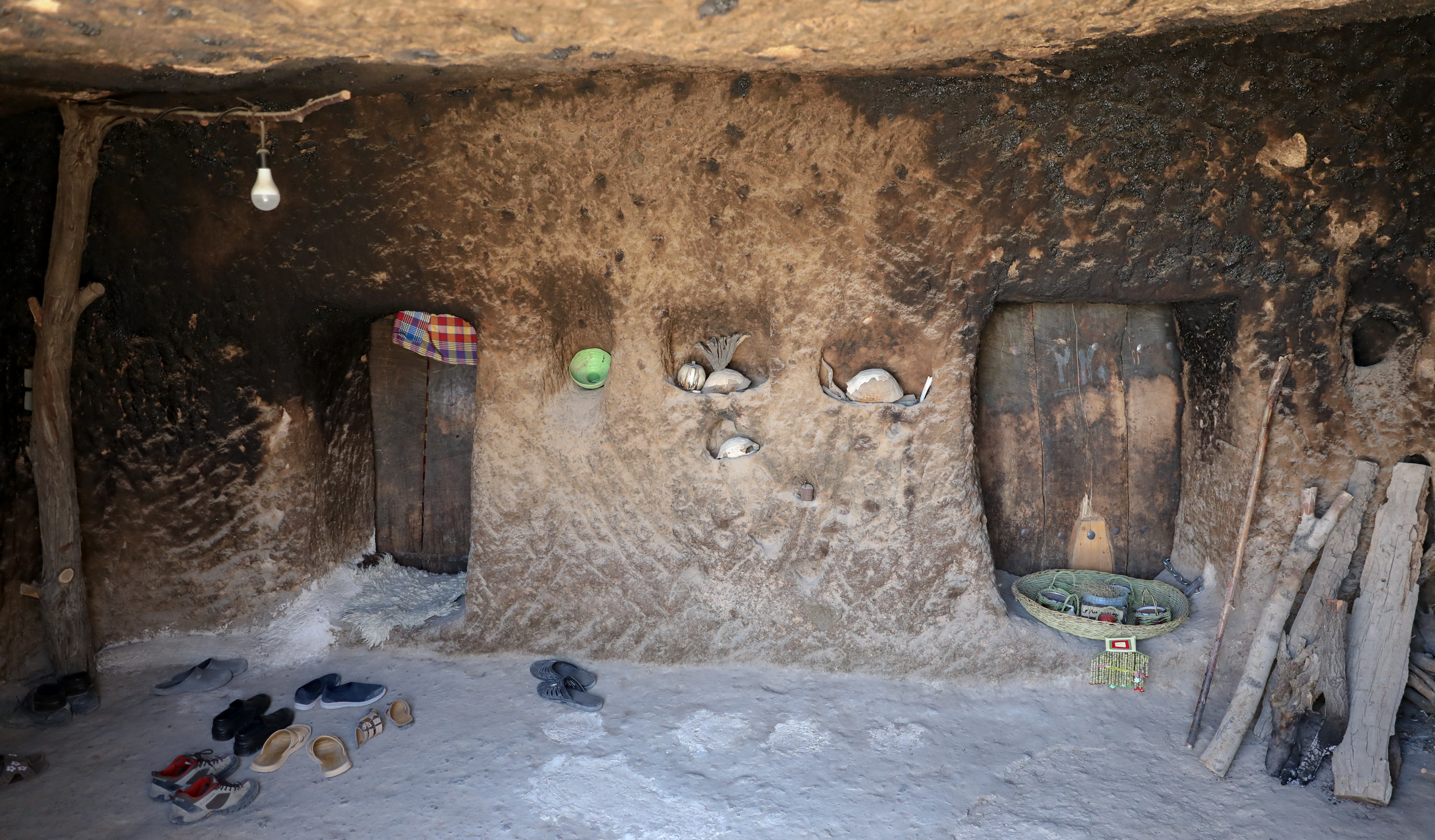
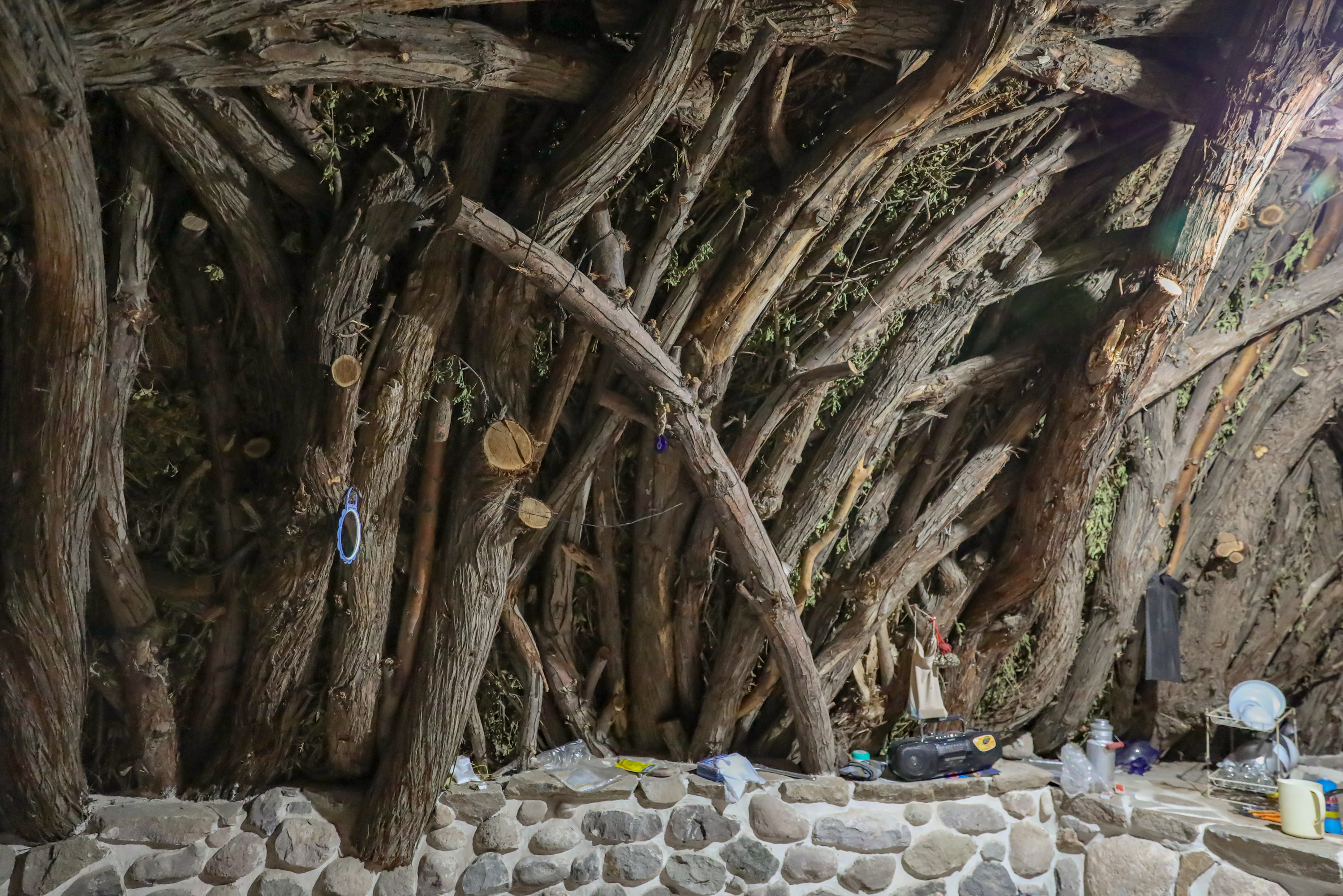
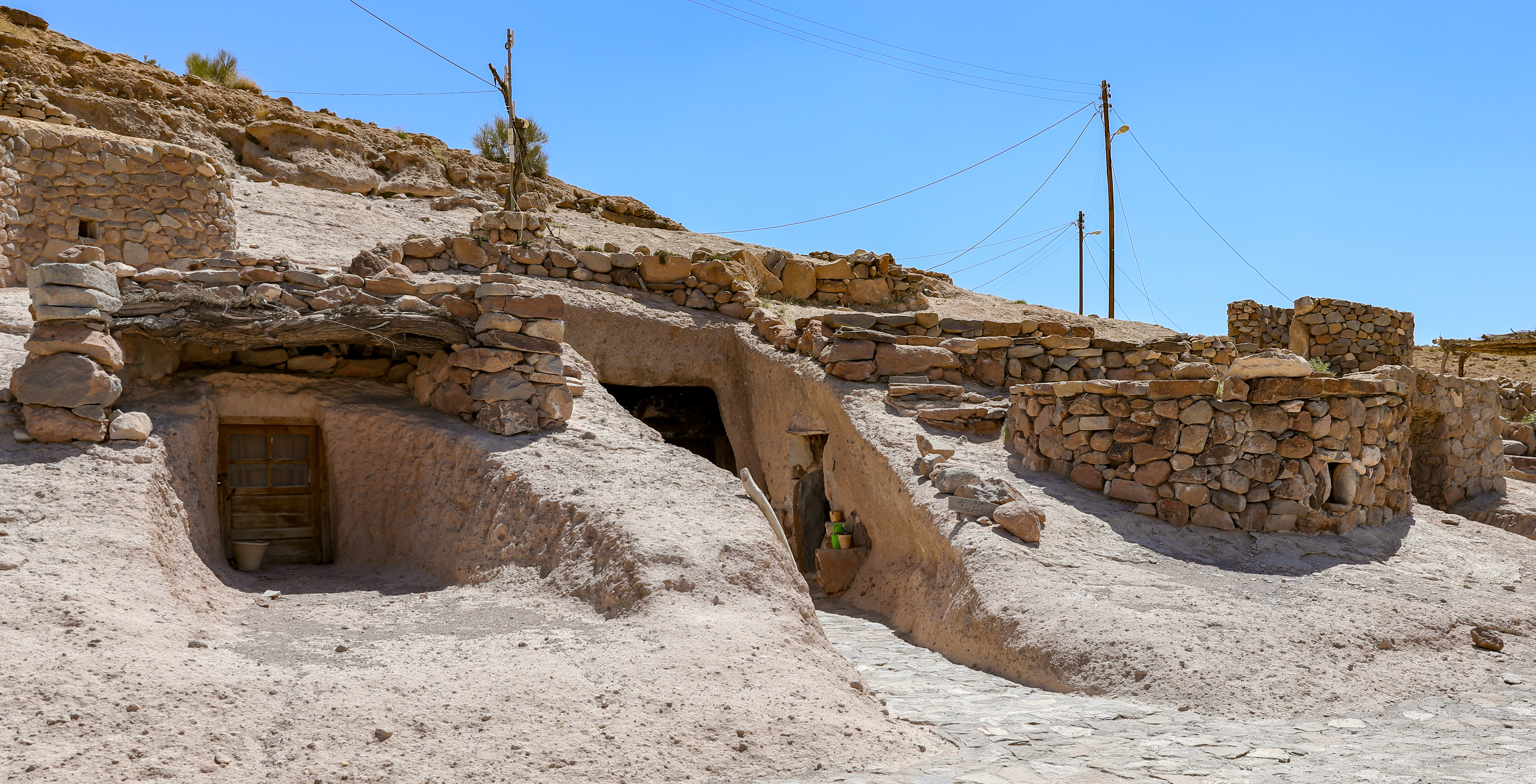
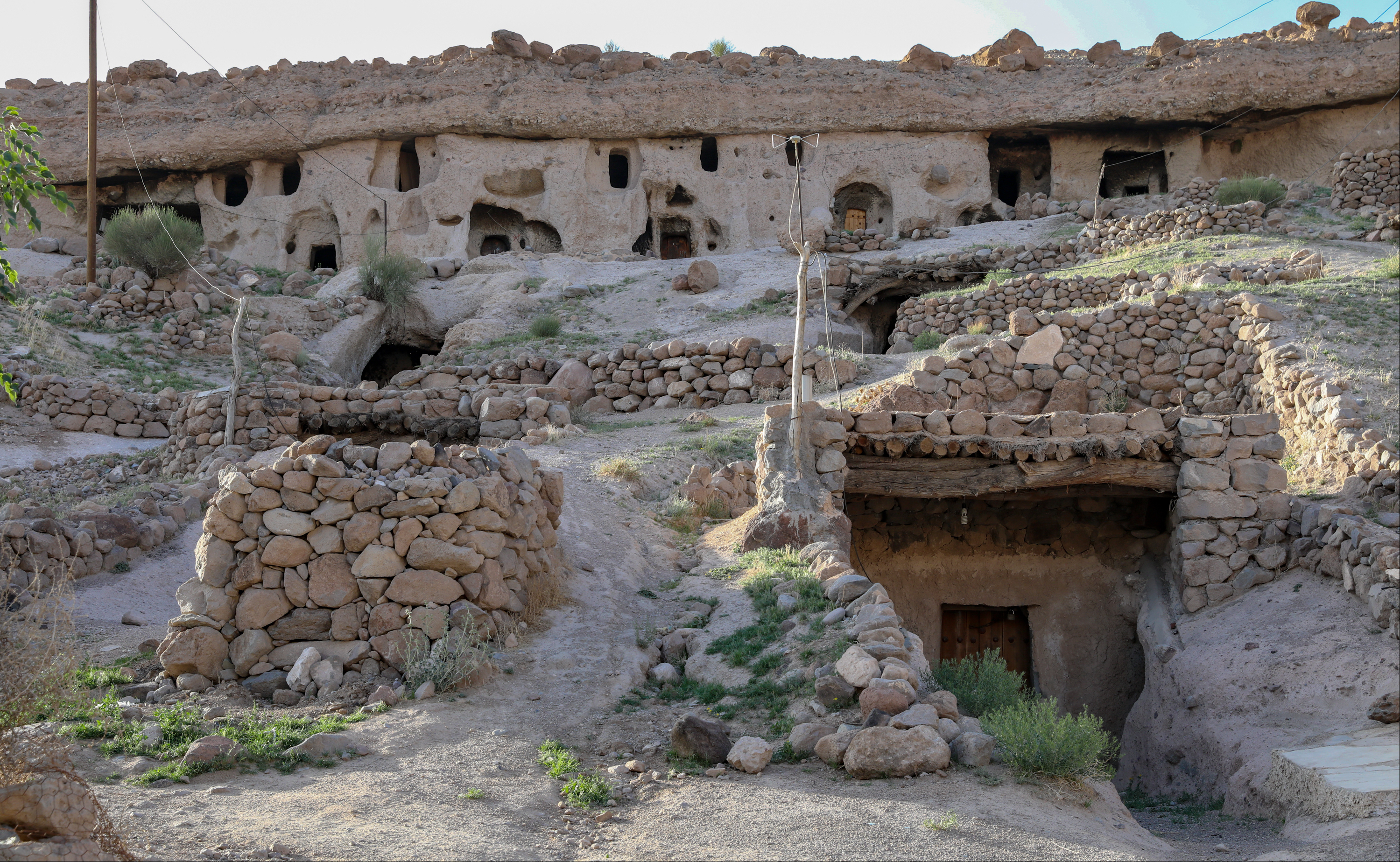
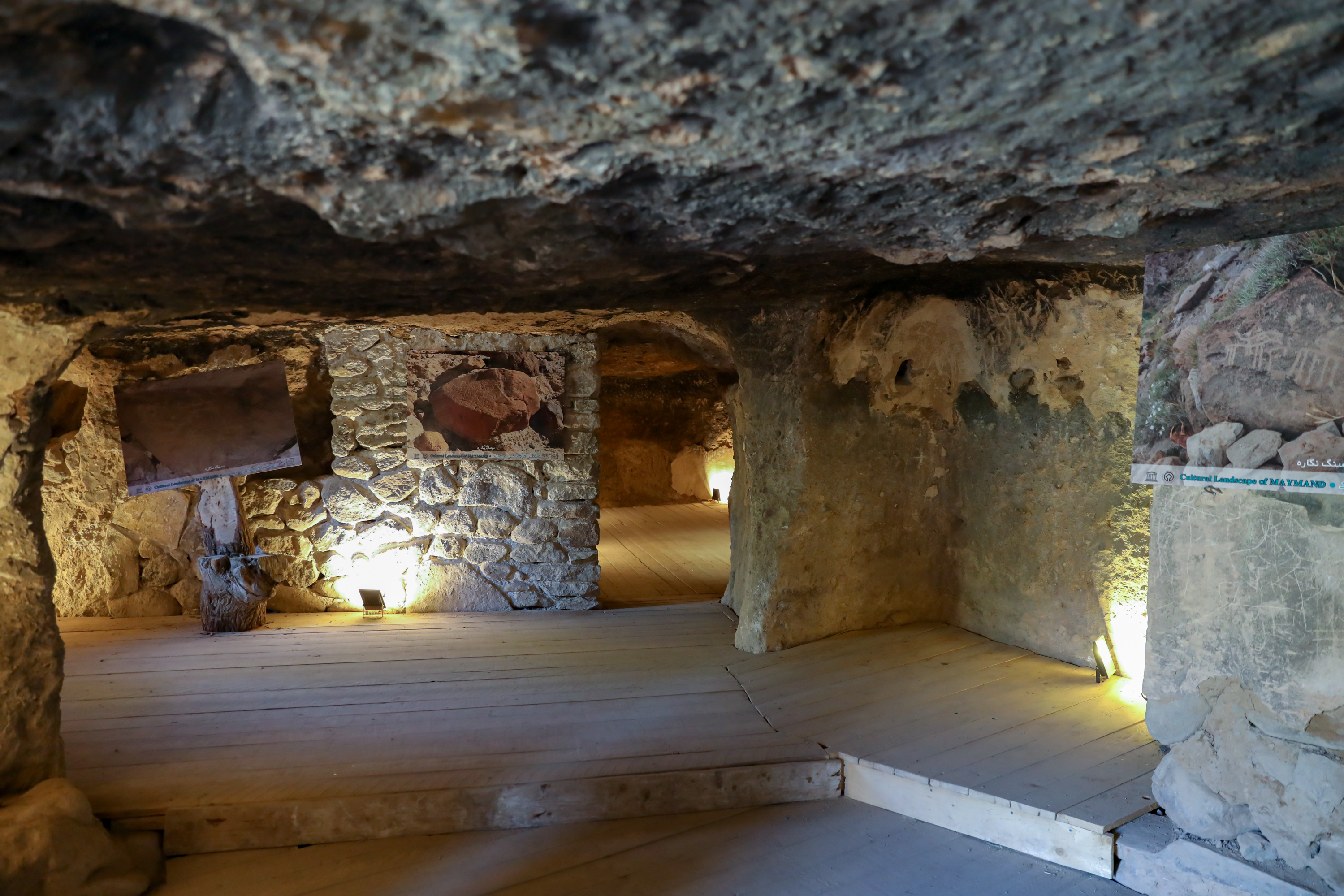